# Oligodon taeniatus
Oligodon taeniatus este o specie de șerpi din genul Oligodon, familia Colubridae, descrisă de Günther 1861. A fost clasificată de IUCN ca specie cu risc scăzut. Conform Catalogue of Life specia Oligodon taeniatus nu are subspecii cunoscute.